# Riva Ligure
Riva Ligure (en ligur Rìva) és un comune italià, situat a la regió de la Ligúria i a la província d'Imperia. El 2015 tenia 2.910 habitants.

## Geografia
Té una superfície de 2,07 km² i les frazioni de Polo Nord, Regione Casai i Regione Prati. Limita amb Castellaro, Pompeiana, Santo Stefano al Mare i Taggia.

## Evolució demogràfica
| Gràfica d'evolució de Riva Ligure entre 1861 i 2011 |
|                                                     |
| Font: ISTAT                                         |

## Fills il·lustres
- Francesco Pastonchi (1874 - 1953), poeta i crític literari.